# Milà-Sanremo 1984
La Milà-Sanremo 1984 fou la 75a edició de la Milà-Sanremo. La cursa es disputà el 17 de març de 1984 i va ser guanyada per l'italià Francesco Moser, que s'imposà en solitari a la meta de Sanremo.
227 ciclistes hi van prendre part, acabant la cursa 63 d'ells.

## Classificació final
|    | Ciclista          | Equip                         | Temps      |
| -- | ----------------- | ----------------------------- | ---------- |
| 1  | Francesco Moser   | Gis-Tuc Lu                    | 7h 22' 25" |
| 2  | Sean Kelly        | Skil-Sem-Mavic-Reydel         | + 20"      |
| 3  | Eric Vanderaerden | Panasonic - Raleigh           | m. t.      |
| 4  | Paolo Rosola      | Bianchi-Piaggio               | m. t.      |
| 5  | Daniele Caroli    | Santini-Conti-Galli           | m. t.      |
| 6  | Dag Erik Pedersen | Murella-Rossin                | m. t.      |
| 7  | Eddy Planckaert   | Panasonic - Raleigh           | m. t.      |
| 8  | Noël Dejonckheere | Teka                          | m. t.      |
| 9  | Siegfried Hekimi  | Dromedario-Alan-Oece-Sidermeg | m. t.      |
| 10 | Marc Madiot       | Renault-Elf                   | m. t.      |